# Bresnica (Pleterniceszentmiklós)
Bresnica (1910 és 1991 között Bresnica Požeška) falu Horvátországban, Pozsega-Szlavónia megyében. Közigazgatásilag Pleterniceszentmiklóshoz tartozik.

## Fekvése
Pozsegától légvonalban 13, közúton 14 km-re délkeletre, községközpontjától 1 km-re délnyugatra, a Pozsegai-hegység keleti lejtőin fekszik. 

## Története
A falu a török uralom idején keletkezett Boszniából érkezett ortodox szerb lakosság betelepülésével, de az eredeti lakosság később kihalt vagy elvándorolt. Az üres faluba ezután  nagyjából fele arányban újabb szerb és horvát lakosság települt.
Az első katonai felmérés térképén „Dorf Bzenicza” néven található. Lipszky János 1808-ban Budán kiadott repertóriumában „Breznicza” néven szerepel. 
Nagy Lajos 1829-ben kiadott művében „Breznicza” néven 14 házzal, 98 ortodox vallású lakossal találjuk.
1857-ben 63, 1910-ben 113 lakosa volt. Az 1910-es népszámlálás szerint lakosságának 53%-a szerb, 39%-a horvát, 4-4%-a magyar és cseh anyanyelvű volt. Pozsega vármegye Pozsegai járásának része volt. Az első világháború után 1918-ban az új szerb-horvát-szlovén állam, majd később (1929-ben) Jugoszlávia része lett. 1991-től a független Horvátországhoz tartozik. 1991-ben lakosságának 78%-a horvát, 20%-a szerb nemzetiségű volt. A településnek 2011-ben 218 lakosa volt. Kultúrház működik itt.

## Lakossága
| Lakosság változása | Lakosság változása | Lakosság változása | Lakosság változása | Lakosság változása | Lakosság változása | Lakosság változása | Lakosság változása | Lakosság változása | Lakosság változása | Lakosság változása | Lakosság változása | Lakosság változása | Lakosság változása | Lakosság változása | Lakosság változása |
| ------------------ | ------------------ | ------------------ | ------------------ | ------------------ | ------------------ | ------------------ | ------------------ | ------------------ | ------------------ | ------------------ | ------------------ | ------------------ | ------------------ | ------------------ | ------------------ |
| 1857               | 1869               | 1880               | 1890               | 1900               | 1910               | 1921               | 1931               | 1948               | 1953               | 1961               | 1971               | 1981               | 1991               | 2001               | 2011               |
| 63                 | 61                 | 48                 | 90                 | 96                 | 113                | 134                | 152                | 187                | 202                | 187                | 223                | 268                | 272                | 274                | 218                |

## Nevezetességei
Páduai Szent Antal tiszteletére szentelt római katolikus kápolnája.